# ذراع النهمي (الرضمة)

تعديل مصدري - تعديل

ذراع النهمي محلة تابعة لقرية بيت العشاوي، التابعة لعزلة كحلان بمديرية الرضمة إحدى مديريات محافظة إب في الجمهورية اليمنية.، بلغ تعداد سكانها 44 حسب تعداد اليمن لعام 2004.